# Жити (фільм, 2022)
«Жити» (англ. Living) — британський художній фільм режисера Олівера Германуса за сценарієм Кадзуо Ісігуро, прем'єра якого відбулася в січні 2022 року на кінофестивалі Санденс. Головні ролі у картині зіграли Білл Наї, Еймі Лу Вуд, Том Берк.

## Сюжет
Картина є новою версією сюжету, використаного Акірою Куросовою (а той, у свою чергу, був натхненний повістю Льва Толстого «Смерть Івана Ілліча». Дія відбувається у Великій Британії в 1953 році. Головний герой — літній чоловік, який дізнається про смертельний діагноз і намагається насичено прожити решту життя.

## В ролях
- Білл Наї — містер Вільямс
- Еймі Лу Вуд — міс Маргарет Гарріс
- Алекс Шарп — містер Пітер Вейклінг
- Том Берк — містер Сазерленд
- Едріан Роулінс — містер Міддлтон
- Олівер Кріс — містер Гарт

## Прем'єра та сприйняття
Прем'єра картини відбулася у січні 2022 року на кінофестивалі Санденс. 4 листопада «Жити» виходить у прокат у Великій Британії, 23 грудня — в обмежений прокат у США.
На Rotten Tomatoes рейтинг картини склав 95 зі 100, на Metacritic — 79 зі 100